# Bison (South Dakota)
Bison is een plaats (town) in de Amerikaanse staat South Dakota, en valt bestuurlijk gezien onder Perkins County.

## Demografie
Bij de volkstelling in 2000 werd het aantal inwoners vastgesteld op 373.
In 2006 is het aantal inwoners door het United States Census Bureau geschat op 342, een daling van 31 (-8,3%).

## Geografie
Volgens het United States Census Bureau beslaat de plaats een oppervlakte van
2,6 km², geheel bestaande uit land. Bison ligt op ongeveer 848 m boven zeeniveau.

## Plaatsen in de nabije omgeving
De onderstaande figuur toont nabijgelegen plaatsen in een straal van 68 km rond Bison.